# Анабел 3: Повратак кући
Анабел 3: Повратак кући (енгл. Annabelle Comes Home) је амерички хорор филм из 2019. године који је режирао Гери Доберман, у свом режисерском дебију, из спенарија Добермана и приче Добермана и Џејмс Вона, који је такође продуцент са Питером Сафраном. Представља наставак филмова Анабел и Анабел 2: Стварање зла и седми део у франшизи универзума Призивање зла. Главне улоге тумаче Макена Грејс, Медисон Ајсмен и Кејти Сариф, заједно са глумцима као што су Патрик Вилсон и Вира Фармига, који репризирају своје улоге као Ед и Лорејн Ворен.

## Радња
Демонолози Ед и Лорејн одлучни су да сачувају Анабел од уништења те је сместе у закључану собу у својој кући. Њихов план је да је заштите стављајући је на „сигурно” иза стакла уз свештенички благослов. Ипак, несрећна ноћ почиње када Анабел пробуди зле духове у просторији и заједно уоче нову мету — Воренову десетогодишњу ћерку Џуди и њене пријатеље.